# Amadeus Grabau
Amadeus William Grabau (né le 9 janvier 1870 à Cedarburg (Wisconsin) et décédé le 20 mars 1946 à Pékin) est un paléontologue et géologue américain. Il est considéré comme le pionnier de la stratigraphie en Chine.

## Biographie
Amadeus William Grabau obtint son doctorat à l'université Harvard. Il devint membre de la Faculté des sciences du Massachusetts Institute of Technology et de l'Institut polytechnique Rensselaer. Il épousa en 1901 l'écrivain juive Mary Antin et fut promu professeur de l’université Columbia (New York). En 1907, le couple eut une fille, Joséphine-Esther. En 1919, Grabau fut appelé à l'université de Pékin. Il consacra une grande partie de ses recherches à la cartographie de la Chine, ce qui lui valut le surnom de « pionnier de la géologie chinoise. » Il était de surcroît un auteur prolifique, qui ne publia pas moins de dix livres au cours de la première moitié du XXe siècle. Grabau est l'auteur de plusieurs théories scientifiques, relatives notamment à la croissance de la croûte terrestre et à l’orogenèse.
Son confrère Allan Mazur, de l’université de Syracuse, lui a consacré une biographie : A Romance in Natural History: The Lives and Works of Amadeus Grabau and Mary Antin.

## Distinctions
En reconnaissance de ses contributions à la géologie et à la paléontologie, Grabau reçut en 1936 la médaille Mary Clark Thompson . Une chaîne de montagnes de la Lune, la « dorsale Grabau », a été baptisée de son nom.

## Œuvres
Grabau a consacré plusieurs ouvrages à ses enseignements et à ses recherches :
- North American Index Fossils (1909, 1910)
- Principles of Stratigraphy (1913)
- Textbook of Geology (1920–21, 2 vol.)
- Silurian Fossils of Yunnan (1920)
- Ordovician Fossils of North China (1921)
- Paleozoic Corals of China (1921)
- Stratigraphy of China (1924–25)
- Migration of Geosynclines (1924)
- Early Permian Fossils of China (1934)
- Rhythm of the Ages (1940)

## Voir également
- Le tombeau de Grabau - en chinois